# Динко Дерменджиев
Динко Цветков Дерменджиев – Чико е  български футболист, нападател. Роден е на 2 юни 1941 г. в град Пловдив.

## Кариера
Започва футболната си кариера като вратар в Марица (Пловдив). През 1959 г. преминава в отбора на Ботев (Пловдив), където играе до 1978 г., общо 19 сезона.
Изиграл е 447 мача в А РФГ и е отбелязал в тях 194 гола. От 26 дузпи е реализирал 22, автор е на 7 хеттрика.
В евротурнирите има 10 мача и 3 гола (2 мача и 1 гол в КЕШ, 6 мача и 1 гол в КНК и 2 мача и 1 гол за купата на УЕФА).
За националния отбор е играл 58 срещи и има 19 гола. Три пъти участник на Световно първенство – Чили (1962, 2 мача), Англия (1966, 2 мача) и Мексико (1970, 2 мача и 1 гол).
Обявяван за „Футболист на Пловдив“ за 1966, 1967 и 1976 година.
Избран от привържениците на Ботев (Пловдив) за футболист №1 на клуба за ХХ век.
Шампион през 1967 и носител на купата на страната през 1962 г. с „Ботев“ (Пловдив), вицешампион през 1963 г. и бронзов медалист през 1961 г. от шампионатите на А РФГ и Балканската клубна купа за 1972 г., финалист за купата на страната през 1963 и 1964 г.
„Заслужил майстор на спорта“ от 1967 г. Спортсмен № 1 на България за 1974 г.
След приключване на кариерата си е бил треньор с лиценз на УЕФА в Чепинец (Велинград) (1978 – 1979), Шумен (1984 – 1985), младежкия национален отбор (1985 – 1987, 1994 – 1995) Спартак (Плевен) (1987 – 1988), Омония Арадипу (Кипър) (1988 – 1989), Марица (Пловдив) (1997), Левски (София) (1991/ес.), Хебър (1992), Черноморец (Бургас) (1995), Локомотив (София) (1996), 1996/пр., 1998 – 1999) и Ботев (Пловдив) (1979 – 1984, 1989 – 1991, 1992 – 1993, 1995 – 1996, 1997 – 1998, 1999 – 2001: носител на купата на страната през 1981, бронзов медалист през 1981 и 1983 и финалист през 1984 и 1991 г.), главен мениджър на Ботев (1999 – 2000).
Умира на 1 май 2019 г.